# Square Thiers
Ne doit pas être confondu avec Rue Thiers.
Le square Thiers est une petite impasse du 16e arrondissement de Paris.

## Situation et accès
Il s'agit d'une voie privée. Elle est perpendiculaire à l'avenue Victor-Hugo, au no 155. 

## Origine du nom
Elle est nommée selon l'avocat, journaliste et historien Adolphe Thiers (1797-1877), qui fit construire autour de Paris l'enceinte qui porte son nom.

## Historique
Cette voie a été ouverte sous sa dénomination actuelle en 1910.

## Bâtiments remarquables et lieux de mémoire

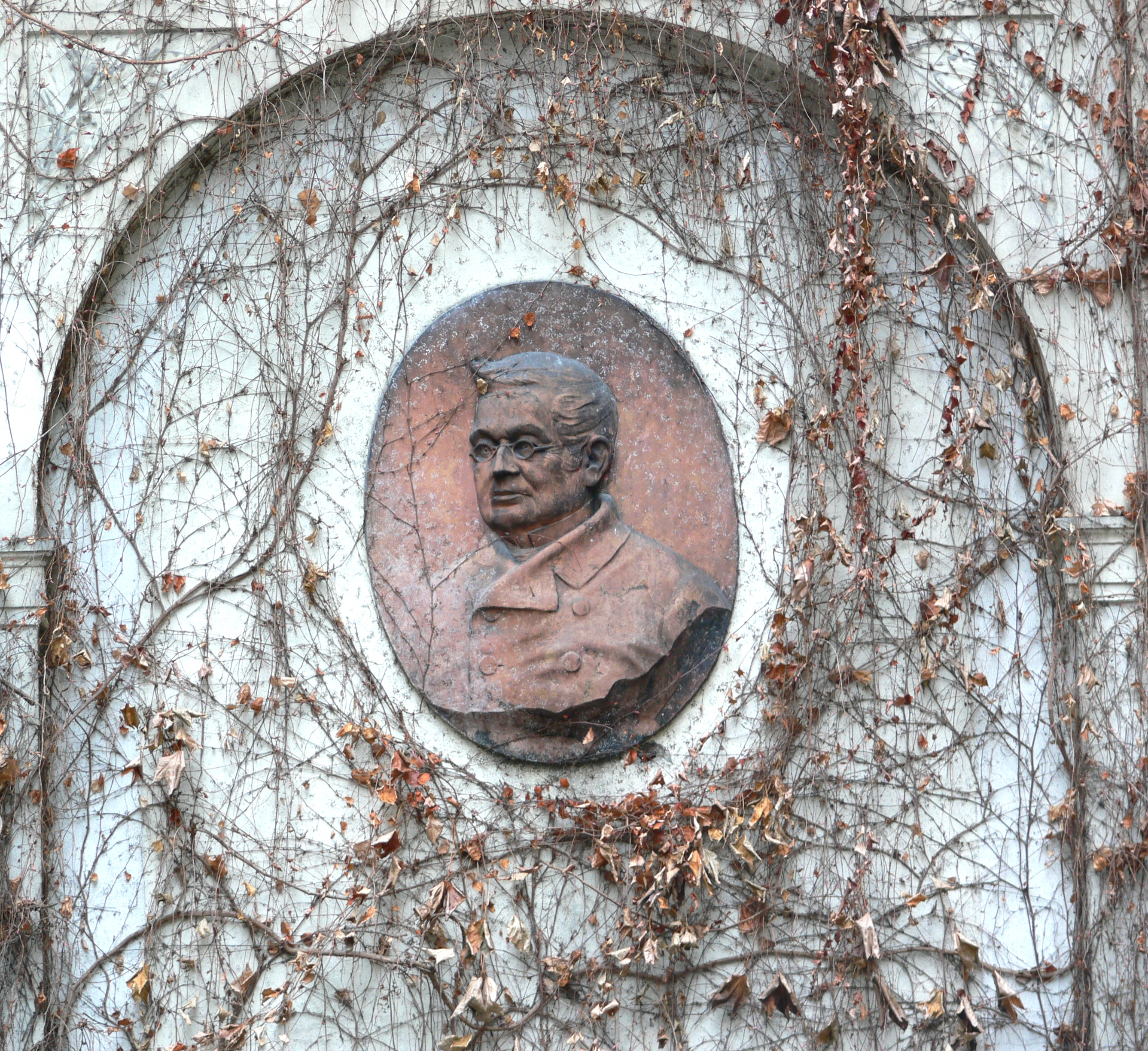
Bas-relief.

- No 7 : ambassade de Croatie en France.
- Au fond de l'impasse se trouve un bas-relief représentant Adolphe Thiers.